# 에리카투코투코
에리카투코투코(Ctenomys erikacuellarae)는 투코투코과에 속하는 설치류의 일종이다. 볼리비아의 토착종이다. 해발 810m와 1800m 사이의 산타크루스 주와 추키사카 주의 코디렐라 오리엔탈 산맥에서만 발견된다. 몸길이는 약 287mm이고, 갈색과 황토색, 오렌지 색의 부드러운 털을 갖고 있다. 학명은 볼리비아 보전생태학자 에리카 케야르(Erika Cuéllar)의 이름에서 유래했다.